# Robbie Findley
Robert ("Robbie") Findley (Phoenix, 4 augustus 1985) is een Amerikaans-Trinidadaans voormalig voetballer die doorgaans speelde als spits. Tussen 2005 en 2016 speelde hij voor Colorado Rapids –23, LA Galaxy, Real Salt Lake, Nottingham Forest, Gillingham, Real Salt Lake, Toronto en Rayo OKC. Findley maakte in 2007 zijn debuut in het voetbalelftal van de Verenigde Staten en kwam in drie jaar tot elf interlands.

## Clubcarrière
Findley speelde in de jeugdopleiding van Colorado Rapids en kwam via LA Galaxy bij Real Salt Lake terecht. Daar speelde de aanvaller bijna honderd duels voor, toen hij in 2011 besloot het te gaan proberen bij Nottingham Forest. Dat werd echter geen succes en ook een verhuurperiode bij Gillingham leverde niets op. In 2013 keerde Findley terug bij zijn voormalige werkgever, Real Salt Lake. In 2015 speelde hij voor Toronto en in 2016 in de NASL voor Rayo OKC.

## Interlandcarrière
Findley debuteerde op 17 oktober 2007 in het voetbalelftal van de Verenigde Staten, toen er met 1–0 gewonnen werd van Zwitserland. In 2010 werd de aanvaller door bondscoach Bob Bradley opgenomen in de selectie voor het WK in Zuid-Afrika. Hij kwam tijdens drie duels in actie.